# Sydfladdermus
Sydfladdermus (Eptesicus serotinus), fladdermusart i familjen Vespertilionidae (läderlappar).
En stor fladdermusart med en vingbredd på cirka 34–38 centimeter, kroppslängd mellan 6 och 8 centimeter (huvud och bål) och vikt upp till 35 gram. Pälsen är rödbrun på ovansidan, ljusbrun på buken. Svanslängden är 5 till 6 cm och underarmarna är 4,9 till 5,7 cm långa. Denna fladdermus har 1,0 till 1,8 cm långa bakfötter och 1,4 till 1,8 cm stora öron.

## Vanor
Sydfladdermusen har ett karakteristiskt flygsätt där den omväxlande dyker och stiger. Jagar dels med början före skymningen, dels framåt gryningen. Födan består främst av skalbaggar och nattflyn.
Arten föredrar skogsmiljö, men kan uppehålla sig också i mer kulturpåverkade biotoper, även i samhällen.
Vintersömnen är lång, från september–oktober till april–maj. Parningen äger troligen rum under hösten, och en eller två ungar föds i maj–juni. Ungarna blir flygga efter 3 till 4 veckor. Sydfladdermus kan utföra vandringar över upp till 100 km mellan platsen för övervintringen och platsen där ungarna föds. Liksom hos flera andra fladdermöss i Europa bildar honor före ungarnas födelse egna kolonier som är skilda från hannarna.
Lätet är en serie snabba skrin, med en medelfrekvens på 25 kHz.
Man tror att sydfladdermus är det första exemplet på ett däggdjur som parar sig utan penetration 

## Utbredning
Sydfladdermusen finns i SÖ England, Danmark, hela Central- till Sydeuropa, vidare österut till södra och mellersta Asien samt Nordafrika. Dock mycket sällsynt i Sverige; endast enstaka fynd i Skåne, där den iakttogs för första gången 1982, längst ostkusten och på Öland.
Arten når i bergstrakter 1440 meter över havet.
I Sverige togs sydfladdermus upp på 2010 års rödlista från Artdatabanken som starkt hotad.